# 全順
全順（？—1865年），薩爾圖拉氏，蒙古正藍旗人。清朝軍事將領，繙譯進士。
咸豐五年乙卯科繙譯舉人，咸豐六年，登繙譯進士，歷官中允。咸豐十年，僧格林沁治防天津，疏調其從軍，累遷至翰林院侍讀學士。其在軍充任翼長，跟從進剿商丘金樓寨、亳州邢大莊，屢有戰績，賜黃馬褂。此後升內閣學士，授西安左翼副都統。之後跟從僧格林沁征戰在高楼寨之战中陣亡，予騎都尉兼雲騎尉世職，諡忠壯。